# Васильевка (Кемеровская область)
Васильевка — посёлок в Юргинском районе Кемеровской области России. Входит в состав Арлюкского сельского поселения.

## География
Посёлок находится в северо-западной части области, преимущественно на левом берегу реки Киик, на расстоянии примерно 33 километров (по прямой) к юго-юго-западу (SSW) от районного центра города Юрга. Абсолютная высота — 217 метров над уровнем моря.

## История
По данным 1926 года имелось 142 хозяйства и проживало 753 человека (в основном — русские). В административном отношении населённый пункт являлся центром Васильевского сельсовета Болотнинского района Томского округа Сибирского края.

## Население
| 2010 |
| ---- |
| 88   |

Половой состав
По данным Всероссийской переписи населения 2010 года в гендерной структуре населения мужчины составляли 48,9 %, женщины — соответственно 51,1 %.
Национальный состав
Согласно результатам переписи 2002 года, в национальной структуре населения русские составляли 96 % из 119 чел.

## Улицы
Уличная сеть посёлка состоит из четырёх улиц.